# Редешть (комуна, Алба)
Редешть, Редешті (рум. Rădești) — комуна у повіті Алба в Румунії. До складу комуни входять такі села (дані про населення за 2002 рік):
- Леорінц (320 осіб)
- Мешкряк (277 осіб)
- Редешть (719 осіб) — адміністративний центр комуни
- Шоймуш (82 особи)

Комуна розташована на відстані 275 км на північний захід від Бухареста, 24 км на північний схід від Алба-Юлії, 56 км на південь від Клуж-Напоки.

## Населення
За даними перепису населення 2002 року у комуні проживали 1398 осіб.
Національний склад населення комуни:
| Національність | Кількість осіб | Відсоток |
| -------------- | -------------- | -------- |
| румуни         | 1088           | 77,8%    |
| угорці         | 292            | 20,9%    |
| цигани         | 17             | 1,2%     |
| турки          | 1              | 0,1%     |

Рідною мовою назвали:
| Мова      | Кількість осіб | Відсоток |
| --------- | -------------- | -------- |
| румунська | 1105           | 79,0%    |
| угорська  | 290            | 20,7%    |
| циганська | 3              | 0,2%     |

Склад населення комуни за віросповіданням:
| Релігія        | Кількість осіб | Відсоток |
| -------------- | -------------- | -------- |
| православні    | 891            | 63,7%    |
| реформати      | 299            | 21,4%    |
| греко-католики | 196            | 14,0%    |
| баптисти       | 3              | 0,2%     |
| п'ятдесятники  | 2              | 0,1%     |
| римо-католики  | 1              | 0,1%     |
| унітарії       | 1              | 0,1%     |

## Зовнішні посилання
- Дані про комуну Редешть на сайті Ghidul Primăriilor